# 矢野口駅

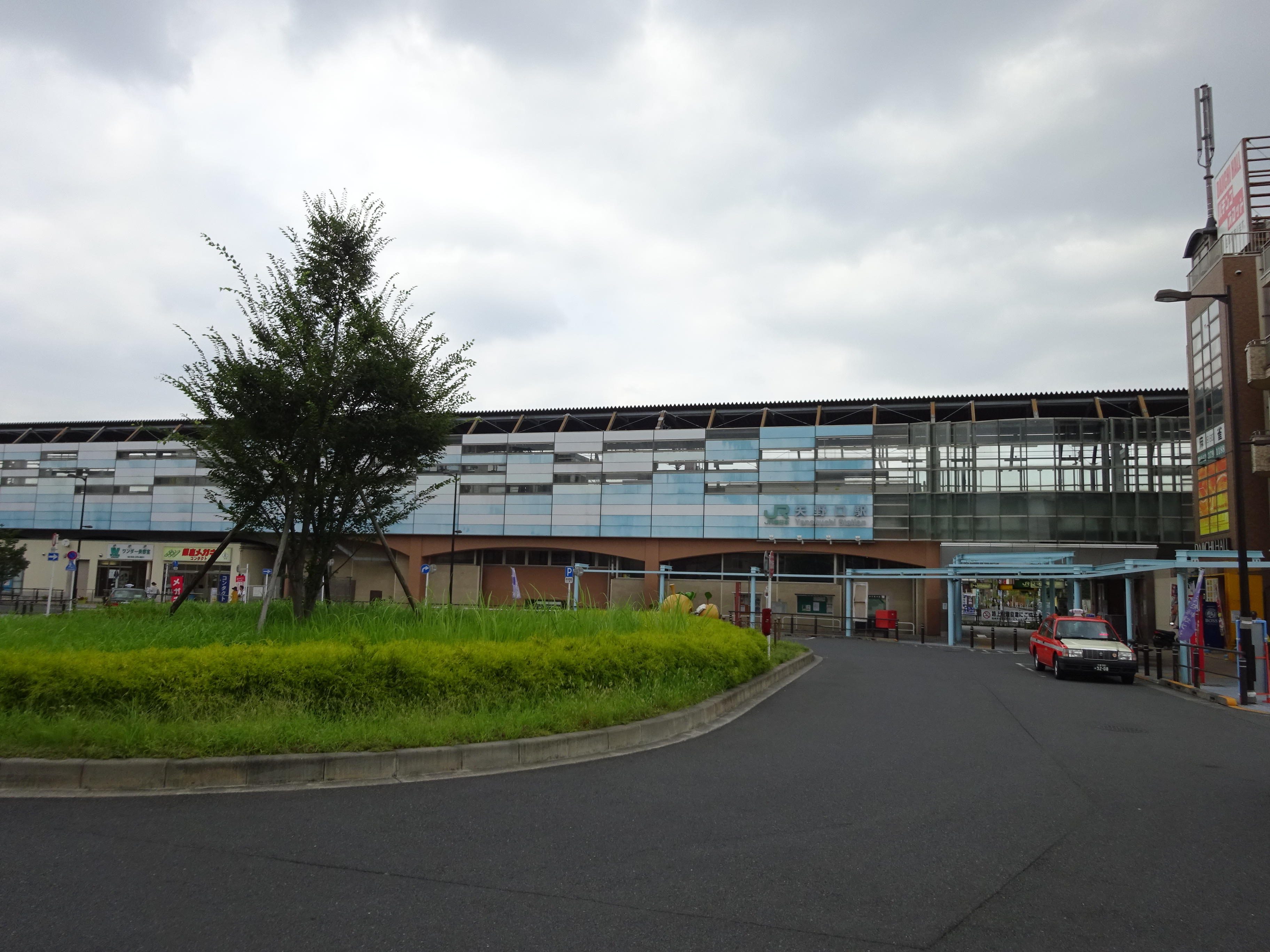
南口（2016年8月）

矢野口駅（やのくちえき）は、東京都稲城市矢野口にある、東日本旅客鉄道（JR東日本）南武線の駅である。駅番号はJN 17。
南武線における東京都内最南の駅であり、この駅からの都内区間は八王子支社管内に入る。

## 歴史
- 1927年（昭和2年）11月1日：南武鉄道登戸 - 大丸間開通時に開設[1][2]。
- 1944年（昭和19年）4月1日：南武鉄道が国有化、運輸通信省南武線の駅となる[1][2]。
- 1987年（昭和62年）4月1日：国鉄分割民営化に伴い、東日本旅客鉄道（JR東日本）の駅となる[1][2]。
- 1993年（平成5年）9月17日：自動改札機設置、供用開始[5]。
- 2001年（平成13年）11月18日：ICカード「Suica」の利用が可能となる[報道 1]。
- 2004年（平成16年）7月25日：下り線ホーム高架化[6][7]。
- 2005年（平成17年）10月9日：上り線ホーム高架化。
- 2014年（平成26年）11月29日：発車メロディを「稲城繁盛節」に変更[報道 2]。
- 2016年（平成28年）10月30日：みどりの窓口の営業終了。
- 2023年（令和5年）11月25日：スマートホームドアの使用開始[8][報道 3]。

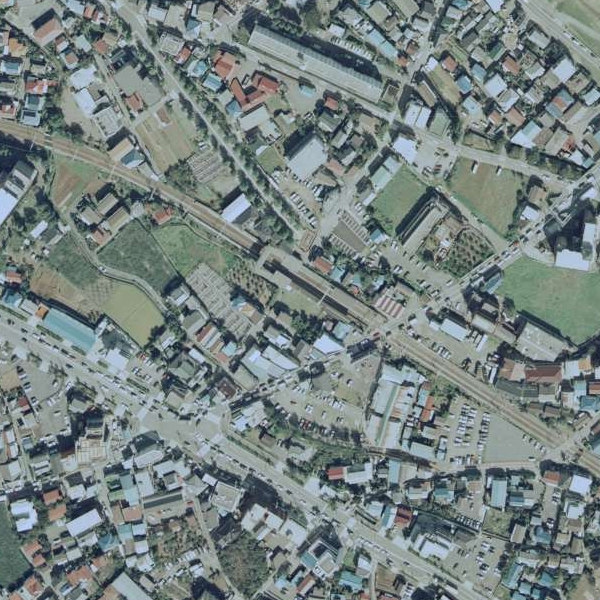
高架化前の矢野口駅。国土交通省 国土地理院 地図・空中写真閲覧サービスの空中写真を基に作成

## 駅構造
島式ホーム1面2線を有する高架駅。
2004年7月24日までは相対式ホーム2面2線を有する地上駅であり、両ホームが跨線橋で結ばれ、立川方面乗り場（1番線）川崎方端に改札口があった。その後、翌25日に下り線、2005年10月9日に上り線（2番線・川崎方面）の高架化工事が完了し、同時に新駅舎の使用が開始された。バリアフリー対応として、改札口とホームの間にはエスカレーターとエレベーターが、改札内コンコースには車椅子対応のトイレが設置されている。
JR中央線コミュニティデザインが駅業務を受託する立川統括センター管理の業務委託駅（2021年3月31日までJR東日本ステーションサービスが受託）。ただし、お客さまサポートコールシステムが導入されており、一部時間帯は遠隔対応のため改札係員は不在となる。また、自動券売機・多機能券売機・指定席券売機・自動改札機が設置されている。
2007年9月14日には、高架下にジェイアール東日本都市開発管理によるショッピングセンター「アイポート矢野口」がオープンした。
2014年3月14日までは快速が停車していたが、同年3月15日に行われたダイヤ改正で快速列車の運転区間の拡大により快速通過駅に格下げとなった。
2014年11月29日から2025年3月14日まで、発車メロディに「稲城繁盛節」が使用されていた。

### のりば
| 番線 | 路線   | 方向 | 行先                     |
| ---- | ------ | ---- | ------------------------ |
| 1    | 南武線 | 下り | 府中本町・立川方面       |
| 2    | 南武線 | 上り | 登戸・武蔵小杉・川崎方面 |

（出典：JR東日本:駅構内図）

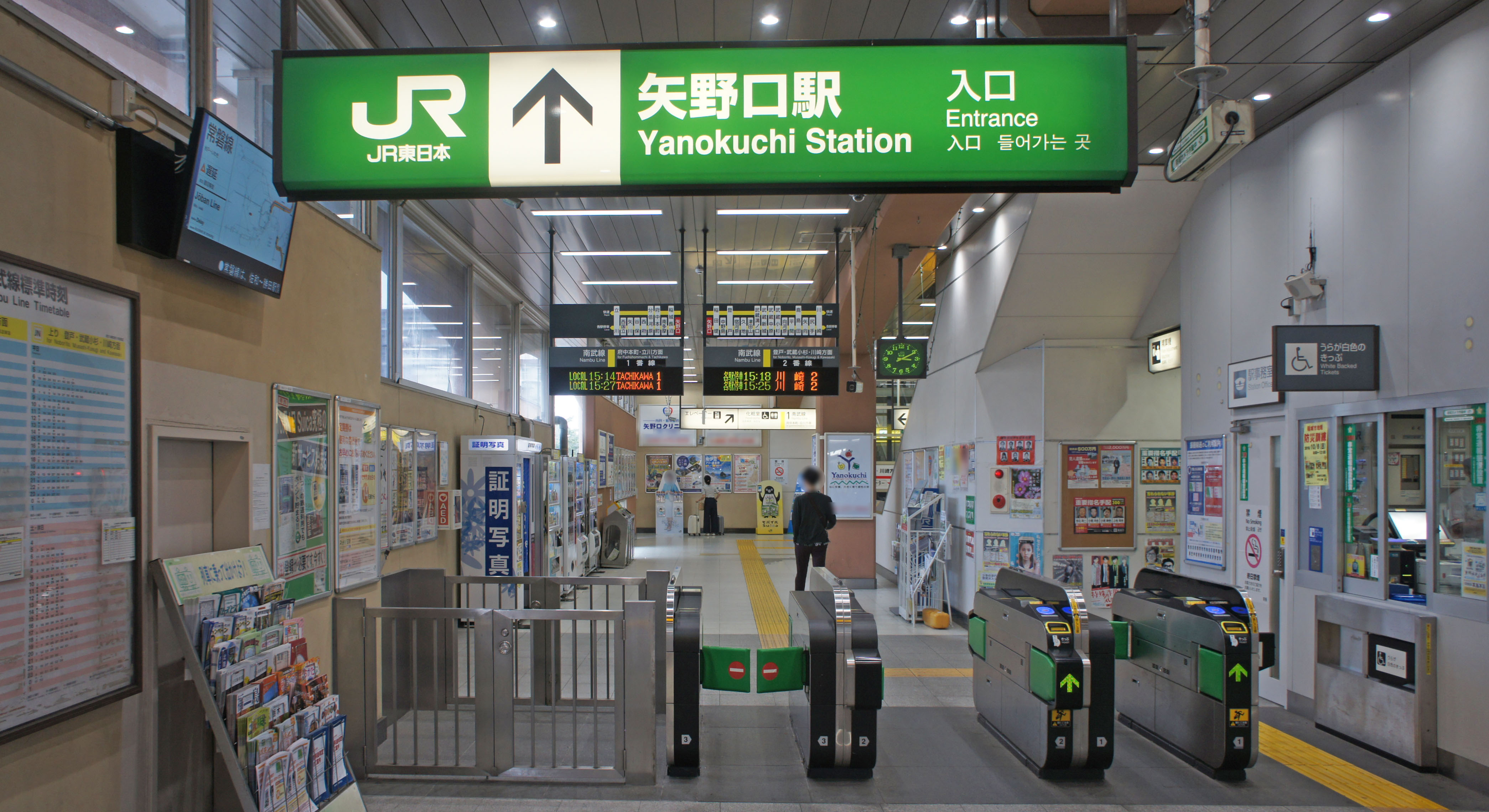
改札口（2019年9月）
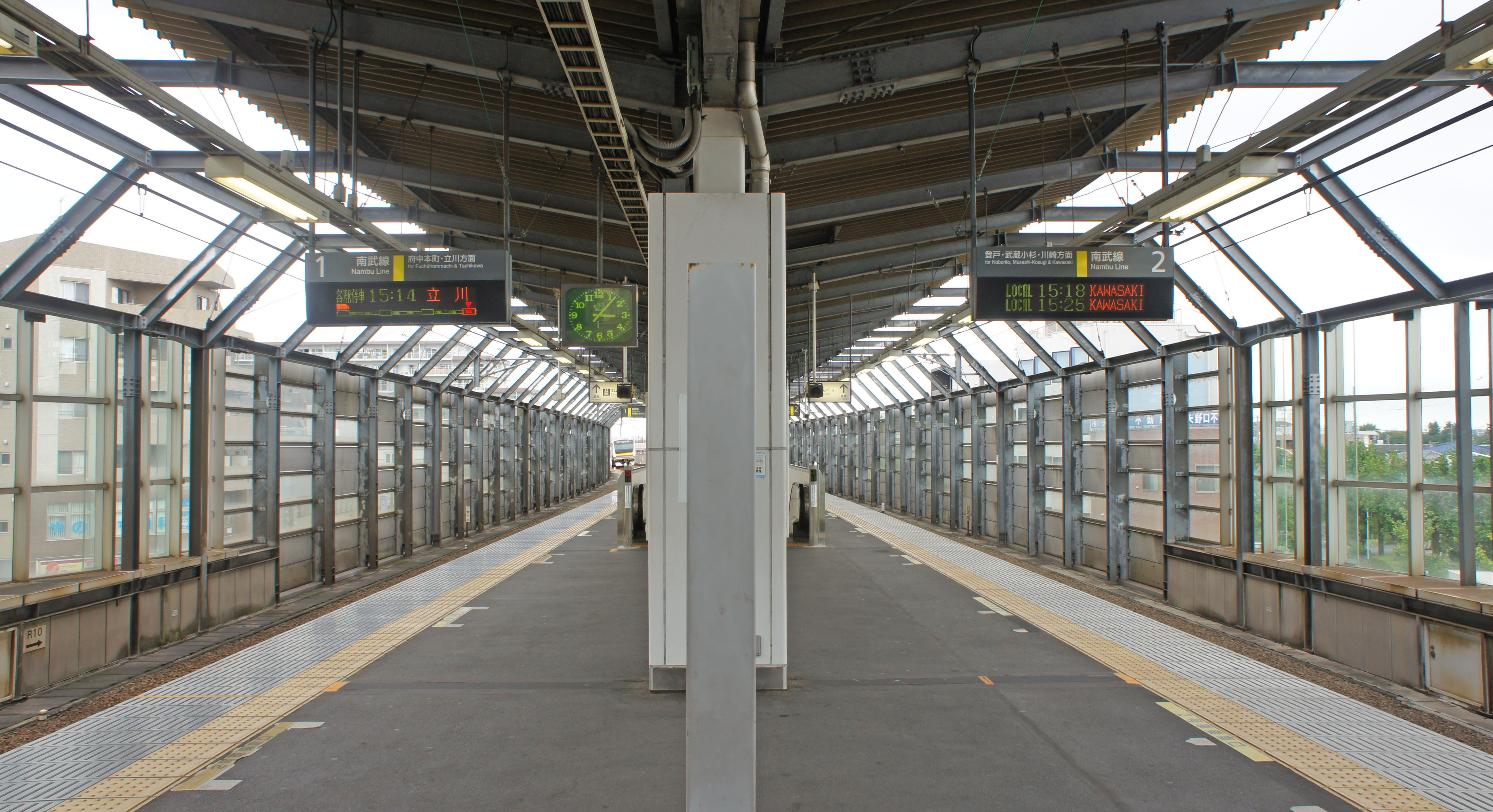
ホーム（2019年9月）

## 利用状況
2023年度（令和5年度）の1日平均乗車人員は8,903人である。2002年（平成14年）までは稲城市内の3駅（当駅と稲城長沼駅・南多摩駅）の中では最も少なく、また減少傾向にあったが、駅周辺の再開発により、2003年（平成15年）以降は緩やかではあるが増加傾向に転じ、現在では快速が停車する稲城長沼駅よりも乗車人員が上回っており、稲城市内のJR駅では最も乗車人員が多い。
1990年度（平成2年度）以降の1日平均乗車人員の推移は下表の通り。
| 年度               | 1日平均 乗車人員 | 出典     |
| ------------------ | ---------------- | -------- |
| 1990年（平成02年） | 6,726            | [ * 1 ]  |
| 1991年（平成03年） | 7,038            | [ * 2 ]  |
| 1992年（平成04年） | 7,260            | [ * 3 ]  |
| 1993年（平成05年） | 7,507            | [ * 4 ]  |
| 1994年（平成06年） | 7,586            | [ * 5 ]  |
| 1995年（平成07年） | 7,445            | [ * 6 ]  |
| 1996年（平成08年） | 7,490            | [ * 7 ]  |
| 1997年（平成09年） | 7,305            | [ * 8 ]  |
| 1998年（平成10年） | 7,175            | [ * 9 ]  |
| 1999年（平成11年） | 7,077            | [ * 10 ] |
| 2000年（平成12年） | 6,981            | [ * 11 ] |
| 2001年（平成13年） | 6,928            | [ * 12 ] |
| 2002年（平成14年） | 6,904            | [ * 13 ] |
| 2003年（平成15年） | 7,000            | [ * 14 ] |
| 2004年（平成16年） | 7,156            | [ * 15 ] |
| 2005年（平成17年） | 7,314            | [ * 16 ] |
| 2006年（平成18年） | 7,734            | [ * 17 ] |
| 2007年（平成19年） | 8,392            | [ * 18 ] |
| 2008年（平成20年） | 8,616            | [ * 19 ] |
| 2009年（平成21年） | 8,854            | [ * 20 ] |
| 2010年（平成22年） | 9,044            | [ * 21 ] |
| 2011年（平成23年） | 9,193            | [ * 22 ] |
| 2012年（平成24年） | 9,427            | [ * 23 ] |
| 2013年（平成25年） | 9,674            | [ * 24 ] |
| 2014年（平成26年） | 9,813            | [ * 25 ] |
| 2015年（平成27年） | 10,004           | [ * 26 ] |
| 2016年（平成28年） | 10,071           | [ * 27 ] |
| 2017年（平成29年） | 10,199           | [ * 28 ] |
| 2018年（平成30年） | 10,285           | [ * 29 ] |
| 2019年（令和元年） | 10,147           | [ * 30 ] |
| 2020年（令和02年） | 7,869            |          |
| 2021年（令和03年） | 8,100            |          |
| 2022年（令和04年） | 8,587            |          |
| 2023年（令和05年） | 8,903            |          |

## 駅周辺

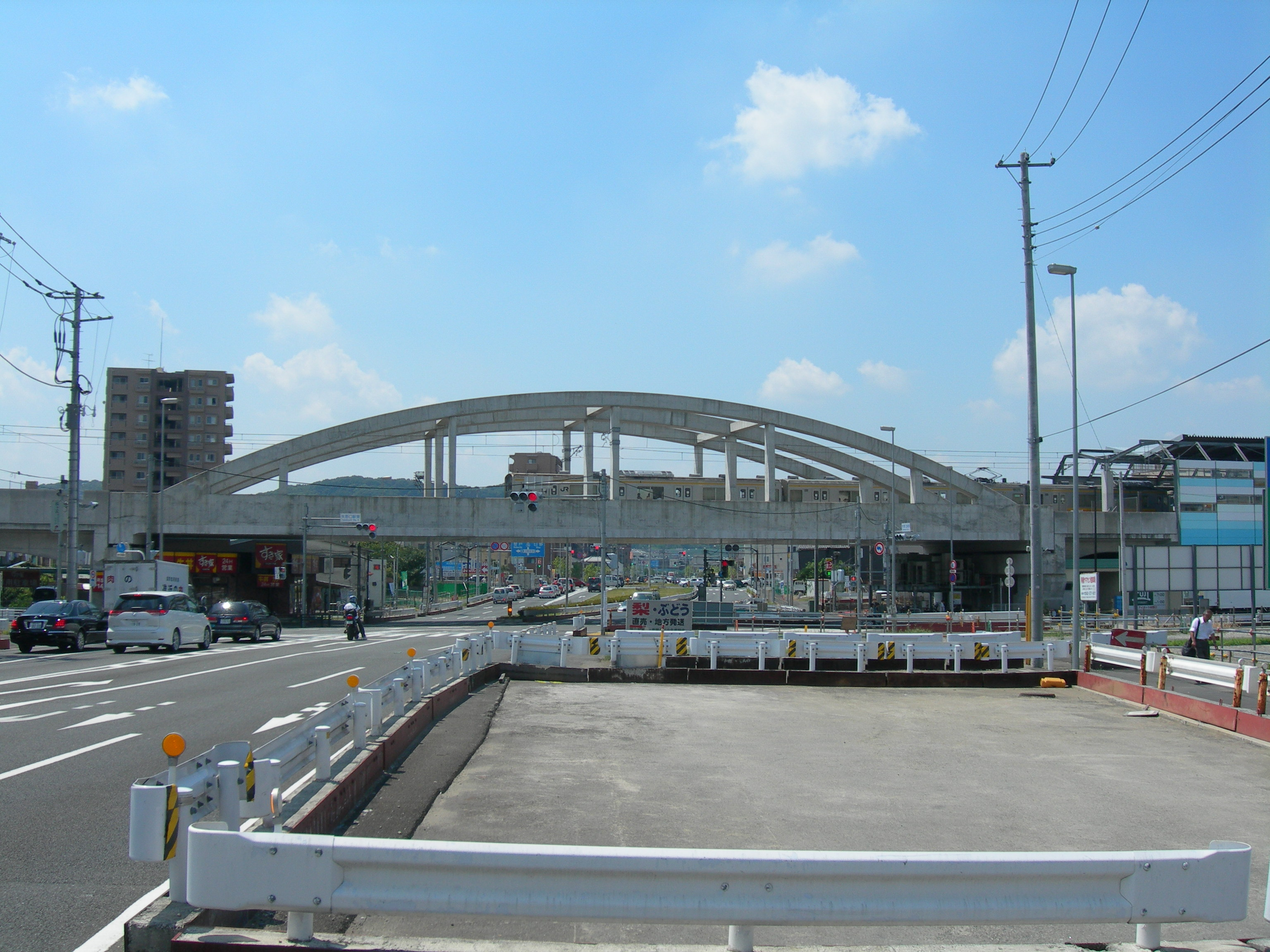
鶴川街道との交差地点（2008年8月）

駅舎すぐ横を鶴川街道（東京都道19号町田調布線）が通っている。50m程南に川崎街道（東京都道9号川崎府中線）との交差点がある。鶴川街道は以前片側一車線の歩道なしの道路であり、苛烈な渋滞が常であった。また、旧駅舎のすぐ横に踏切があり、渋滞に拍車を掛ける結果となっていた。それを解消するために高架化が成され、同時に鶴川街道の拡幅とバイパスルートの設置が行われた。駅周辺には鶴川街道が狭かった頃の名残が今でもある。
2007年11月8日には、徒歩10分程の距離にある東京コカ・コーラボトリングの工場跡地にアメリア稲城ショッピングセンターがオープンした。核テナントにはスーパー三和が入り、他にもマツモトキヨシ、くまざわ書店、ザ・ダイソー、パシオス等のテナントが入店した。
京王よみうりランド駅からは徒歩約15分程の距離にある。
現在は駅前広場を整備中である。前述の高架下ショッピングセンター「アイポート矢野口」には、フジ、ヘルスケアセイジョー、銀座メガネコンタクト等が入店している。
周辺施設
- 多摩信用金庫 稲城矢野口支店
- 城南信用金庫 稲城支店
- さわやか信用金庫 矢野口支店
- 矢野口郵便局
- ハードオフ・ホビーオフ 矢野口
- 三井住友銀行矢野口駅出張所
- よみうりランド

## バス路線
| 運行事業者                                     | 系統・行先                                                                    | 備考                              |
| 矢野口駅                                       | 矢野口駅                                                                      | 矢野口駅                          |
| ---------------------------------------------- | ----------------------------------------------------------------------------- | --------------------------------- |
| 京王バス                                       | 調21：稲城市立病院 / 調布駅南口                                               | 土曜1本のみ運行（平日・休日運休） |
| 小田急バス                                     | 柿24：柿生駅北口 / 調布駅南口                                                 | 休日1本のみ運行（平日・土曜運休） |
| 小田急バス                                     | 読01：寺尾台団地                                                              | 土休日1本のみ運行（平日運休）     |
| 稲城市コミュニティバス 「iバス」（小田急バス） | - Aコース（右回り）・Bコース（左回り）：平尾団地 - Dコース・Eコース：慶友病院 |                                   |
| 矢野口駅東                                     |                                                                               |                                   |
| 小田急バス                                     | よみうりランド / 新宿駅西口                                                   | 6月の休日1本のみ運行              |

備考
2011年2月28日までは、鶴川街道上に「矢野口駅」停留所と「矢野口」停留所、北口前に「矢野口駅北」停留所がそれぞれ設置されていた。

## 隣の駅
東日本旅客鉄道（JR東日本）
 南武線
■快速
通過
■各駅停車
稲田堤駅 (JN 16) - 矢野口駅 (JN 17) - 稲城長沼駅 (JN 18)

### 記事本文